# Abel Maître
Abel Maître, né Paul Abel Bénoni Maître le 9 mars 1830 à Paris et mort au Perreux-sur-Marne le 24 novembre 1899, est un sculpteur français spécialisé en moulages. Précurseur de la restauration des objets archéologiques métalliques, il dirige le premier atelier de restauration et de moulage du musée des Antiquités celtiques et gallo-romaines.

## Biographie
Abel Maître est un élève d’Antoine-Louis Barye, directeur de l’atelier de moulage du Louvre (1848-1850). En 1861, il assiste Alexandre Bertrand dans ses fonctions au sein de la Commission de topographie des Gaules. Sa tâche consiste alors à effectuer des moulages. 
En 1864, sous l’impulsion de Jean-Baptiste Verchère de Reffye, officier d’ordonnance de Napoléon III, un « Atelier de reproduction d’objets d’archéologie établi sous le patronage de l’Empereur » est créé au 47 rue de Sèvres à Paris. Les moulages effectués servent à remplir le nouveau musée des Antiquités celtiques et gallo-romaines (aujourd'hui, et depuis 2009, musée d'Archéologie nationale et domaine national de Saint-Germain-en-Laye).
Abel Maître entre au Musée des Antiquités celtiques et gallo-romaines en novembre 1866 avec le titre d’Inspecteur des ateliers et y travaille jusqu’en 1896. Il dirige les ateliers de moulage et de restauration. Considéré comme un passionné enthousiaste par ses contemporains, il collabore à l’expérimentation de reproduction d’armes antiques avec Verchère de Reffye, dont les démonstrations rencontrent un vif succès. Associé à l'élaboration des salles du musée, il réalise de nombreuses maquettes, comme celles des dolmens exposés dans la salle 3, ainsi que des moulages de grands monuments antiques.
A la fin des années 1860, il fouille pour le compte du musée, à la demande d’Alexandre Bertrand. En 1869, il fouille le site de la nécropole Magny-Lambert aux côtés d'Édouard Flouest, correspondant de la Commission de topographie des Gaules, qu'il acquiert, et celui de Saint-Maur. Il effectue le moulage de l’Arc d'Orange en 1869 et l'estampage des dalles de granite ouvragées du cairn de Gavrinis en 1866, redécouvert en 1832, ce que ses contemporains considèrent comme une prouesse. Abel Maître acquiert ainsi une solide connaissance de l’archéologie gauloise.
En 1894, il est nommé chevalier de la Légion d’honneur et quitte son poste au Musée des Antiquités nationales à la fin de la même année. 
Il décède en 1899 au Perreux-sur-Marne.

## Exposition
Un estampage réalisé par Abel Maître d'une dalle de granite ouvragée du cairn de Gravinis (vers 3500 av J.-C.) est exposé dans le cadre de l'exposition Les choses. Une histoire de la nature morte au musée du Louvre du 12 octobre 2022 au 23 janvier 2023, parmi les œuvres de l'espace nommé « Ce qui reste ».